# Festival du cinéma grec 1970
Le Festival du cinéma grec de 1970 fut la 11e édition du Festival international du film de Thessalonique. Il se tint du 21 au 27 septembre 1970.

## Palmarès
- La Reconstitution : meilleur film, meilleur réalisateur pour un premier film, meilleure actrice dans un second rôle, meilleure image
- Astrapogiannos : meilleur acteur, meilleure direction artistique
- Babylone : meilleur acteur dans un second rôle et récompense d'honneur
- I andrapsia ton déka : meilleur réalisateur